# Wybory prezydenckie w Stanach Zjednoczonych w 1820 roku

Mapa wyborcza Stanów Zjednoczonych w 1820 roku. Liczba na mapie określa liczbę przedstawicieli stanu w Kolegium Elektorów

Wybory prezydenckie w USA w 1820 roku – dziewiąte wybory prezydenckie w historii Stanów Zjednoczonych. Na urząd prezydenta ponownie wybrany został James Monroe, a wiceprezydentem został Daniel Tompkins. Były trzecimi i zarazem ostatnimi wyborami w historii (po elekcjach z 1789 i 1792 roku, obu wygranych przez George’a Washingtona), w których kandydat nie miał żadnej opozycji i łatwo wygrał wybory.

## Kampania wyborcza
Wybory prezydenckie w 1820 roku były wyborami, w których startowała tylko jedna formacja polityczna – Partia Demokratyczno-Republikańska. O reelekcję ubiegał się prezydent James Monroe, który cieszył się dużym zaufaniem społecznym, pomimo kiepskiej sytuacji finansowej kraju. Nominację wiceprezydencką otrzymał ponownie Daniel Tompkins. Partia Federalistyczna całkowicie zniknęła ze sceny politycznej i nie wystawiła żadnego kandydata.

## Kandydaci

### Demokratyczni Republikanie

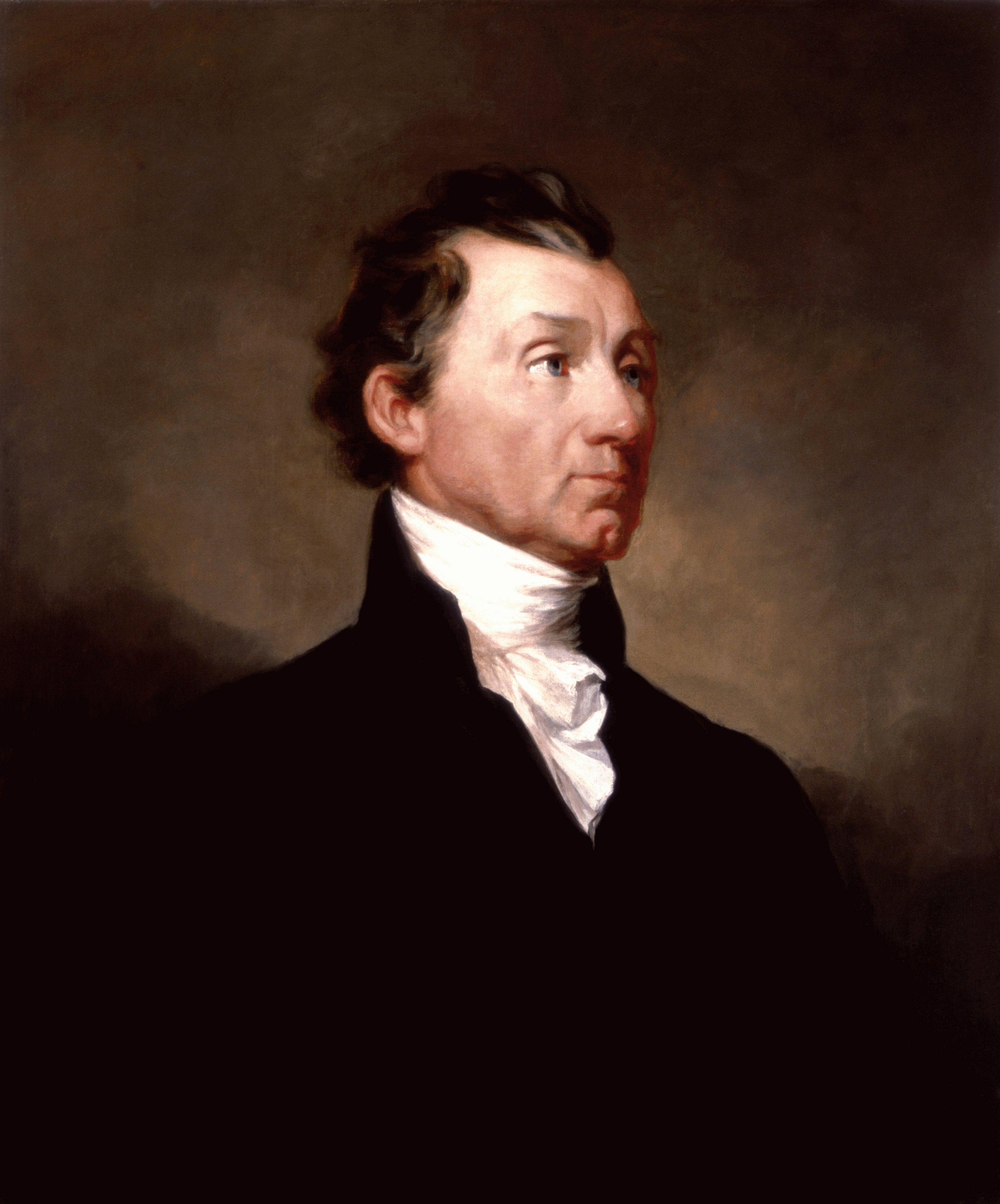
James Monroe
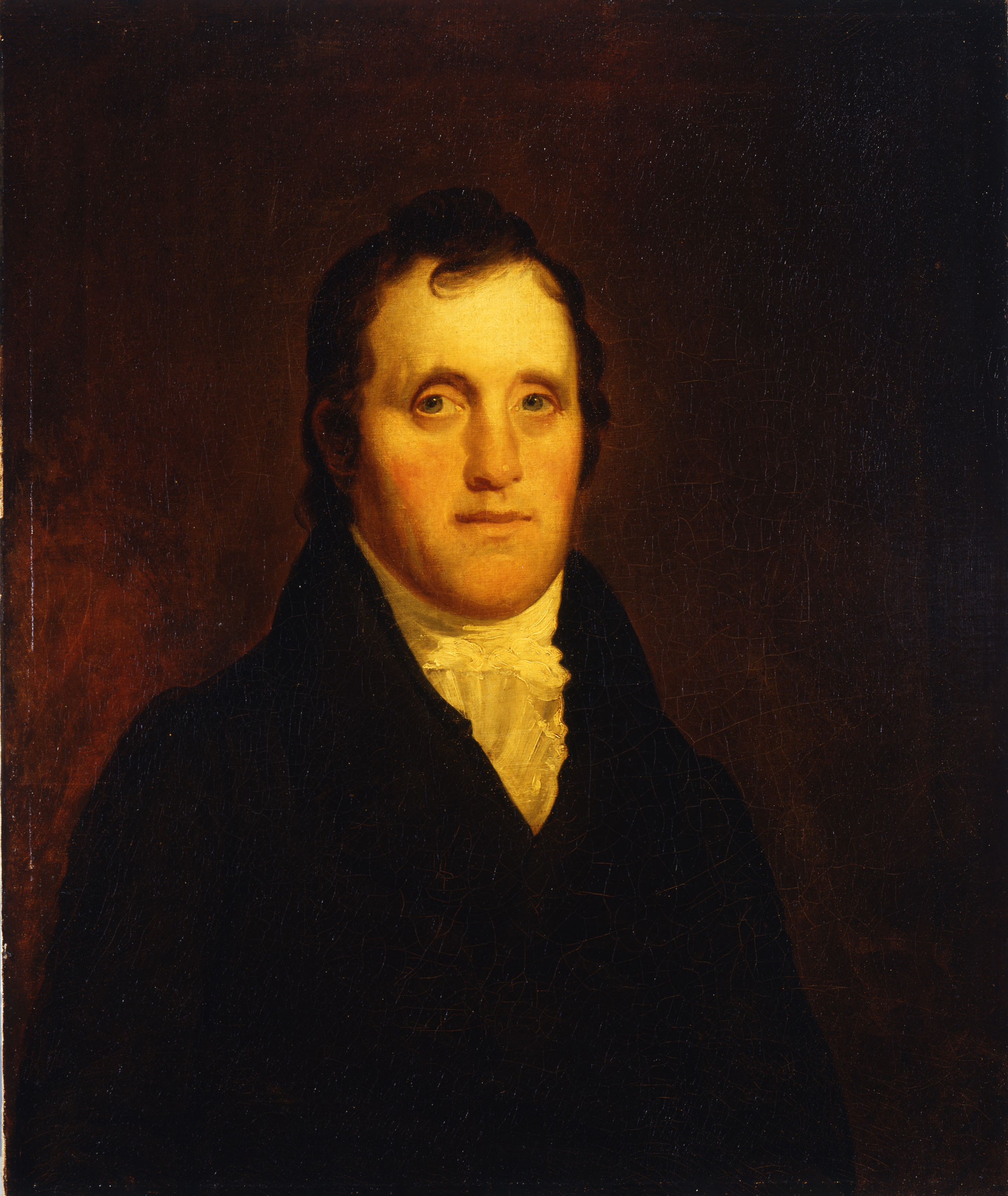
Daniel Tompkins
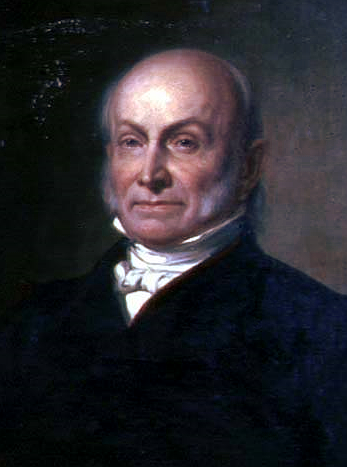
John Quincy Adams

### Federaliści

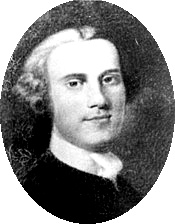
Richard Stockton
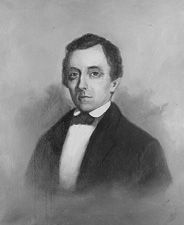
Daniel Rodney

## Wyniki głosowania
Głosowanie powszechne odbyło się w dniach 1 – 14 listopada 1820 roku i wzięło w nim udział ok. 110 tys. osób. Monroe uzyskał w nim ok. 80,5% poparcia wobec 16% poparcia dla elektorów popierających federalistów. Oprócz tego około 3500 głosów oddano na niezależnych elektorów popierających niezależnych kandydatów, m.in. DeWitta Clintona. W głosowaniu Kolegium Elektorów (zatwierdzonym 14 lutego 1821) James Monroe uzyskał 231 głosów przy 118 wymaganych. W głosowaniu miał wziąć udział 235 elektorów, ale trzech z nich zmarło, więc zagłosowało 232. Jedyny głos sprzeciwu wobec Monroego oddał William Plummer z New Hampshire, głosując na Johna Quincy’ego Adamsa. Był on zwolennikiem urzędującego prezydenta, ale nie chciał by ktokolwiek inny poza George’em Washingtonem dostąpił jednomyślnego wyboru. W głosowaniu na wiceprezydenta zwyciężył Daniel Tompkins uzyskując 218 głosów. Dalsze miejsca zajęli: Richard Stockton (8 głosów), Daniel Rodney (4 głosy), Robert Goodloe Harper i Richard Rush (po 1 głosie).
| Kandydat na prezydenta | Partia                             | Głosowanie powszechne | Głosowanie powszechne | Kolegium Elektorów |
| Kandydat na prezydenta | Partia                             | Głosy                 | Procent               | Kolegium Elektorów |
| ---------------------- | ---------------------------------- | --------------------- | --------------------- | ------------------ |
| James Monroe           | Partia Demokratyczno-Republikańska | 87 343                | 80,5%                 | 231                |
| brak kandydata         | Partia Federalistyczna             | 17 465                | 16%                   | 0                  |
| DeWitt Clinton         | niezależny                         | 1893                  | 1,8%                  | 0                  |
| John Quincy Adams      | Partia Demokratyczno-Republikańska | b.d.                  | b.d.                  | 1                  |
| Łącznie                | Łącznie                            | Łącznie               | Łącznie               | 232                |

| Kandydat na wiceprezydenta | Partia                             | Kolegium Elektorów |
| -------------------------- | ---------------------------------- | ------------------ |
| Daniel Tompkins            | Partia Demokratyczno-Republikańska | 218                |
| Richard Stockton           | Partia Federalistyczna             | 8                  |
| Daniel Rodney              | Partia Federalistyczna             | 4                  |
| Robert Harper              | Partia Federalistyczna             | 1                  |
| Richard Rush               | Partia Federalistyczna             | 1                  |
| Łącznie                    | Łącznie                            | 232                |